# Leander, Texas
Leander là một thành phố thuộc quận Williamson, tiểu bang Texas, Hoa Kỳ. Năm 2010, dân số của xã này là 26521 người.

## Dân số
- Dân số năm 2000: 7596 người.
- Dân số năm 2010: 26521 người.